# Mari Saarinen
Mari Saarinen (Kangasala, 30 luglio 1981) è una hockeista su ghiaccio finlandese.

## Palmarès

### Olimpiadi
- Bronzo a Vancouver 2010.